# Edwin Schlossberg
Edwin Schlossberg, né le 19 juillet 1945, est un designer américain. Il est l'époux de Caroline Kennedy, fille de John Fitzgerald Kennedy, 35e président des États-Unis. 

## Vie privée
Il se marie le 19 juillet 1986 avec Caroline Kennedy, future ambassadrice des États-Unis. Le couple a trois enfants, qui sont les seuls petits-enfants du président John Fitzgerald Kennedy et de Jacqueline Kennedy-Onassis :
- Rose Kennedy Schlossberg (New York, 25 juin 1988) ;
- Tatiana Celia Kennedy Schlossberg (New York, 5 mai 1990) ;
- John Bouvier Kennedy Schlossberg (New York, 19 janvier 1993).